# Conca Casale
Conca Casale – miejscowość i gmina we Włoszech, w regionie Molise, w prowincji Isernia.
Według danych na rok 2004 gminę zamieszkiwało 269 osób, 19,2 os./km².